# ライト (電気事業者)
ライト（Light S.A.）は、1904年にカナダのトロントで創業し、1905年にブラジルでの事業を開始した会社である。事業内容としては、発電、送電のリサーチ活動及び電力の販売を行っている。

## 概要
現在、ベロオリゾンテに本社を構えるミナスジェライス電力の子会社である。
ライトの株式は、サンパウロ証券取引所で取引されている。
ライト社は、リオデジャネイロ州内の420万人に電力を供給しているが、他のブラジルの電力会社と同様に盗電により大きな被害を受けている。バイシャーダ・フルミネンセ地区で40%、リオ州北部地域並びに西部ではそれぞれ30％が盗電被害に遭っている。